# Thực phẩm ướp lạnh

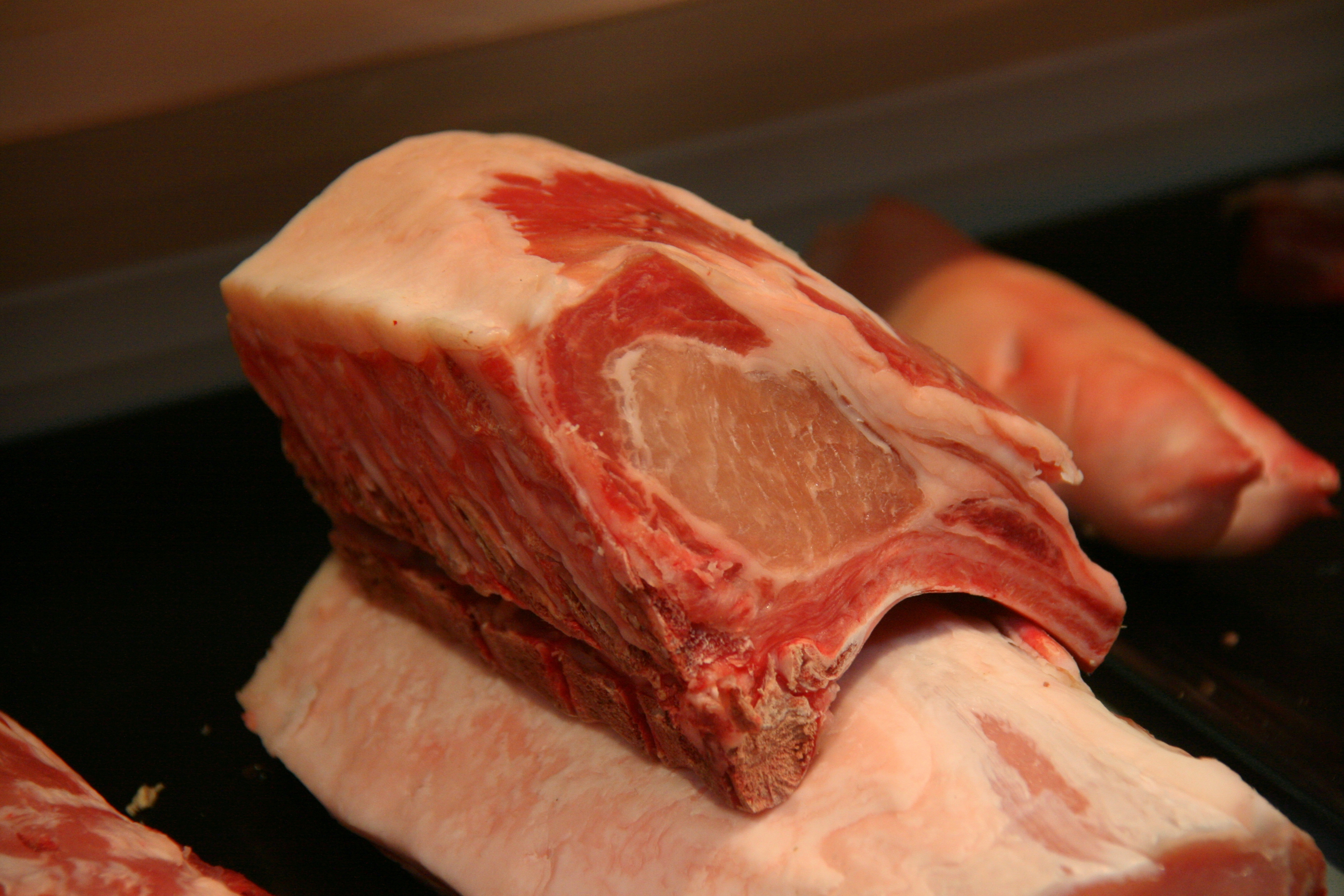
Sản phẩm thịt mát ở siêu thị

Thực phẩm ướp lạnh (Chilled food) hay thực phẩm làm mát hay thực phẩm cấp đông là loại thực phẩm thường ở dạng tươi được bảo quản ở nhiệt độ làm lạnh, bằng hoặc thấp hơn 0 đến dưới −5 °C (32–23 °F). Các yêu cầu chính đối với các sản phẩm thực phẩm ướp lạnh là chất lượng tốt và an toàn vi sinh tại điểm tiêu thụ. Loại thực phẩm này đã có mặt tại Vương quốc Anh, Hoa Kỳ và nhiều nước công nghiệp khác từ những năm 1960.

## Lịch sử

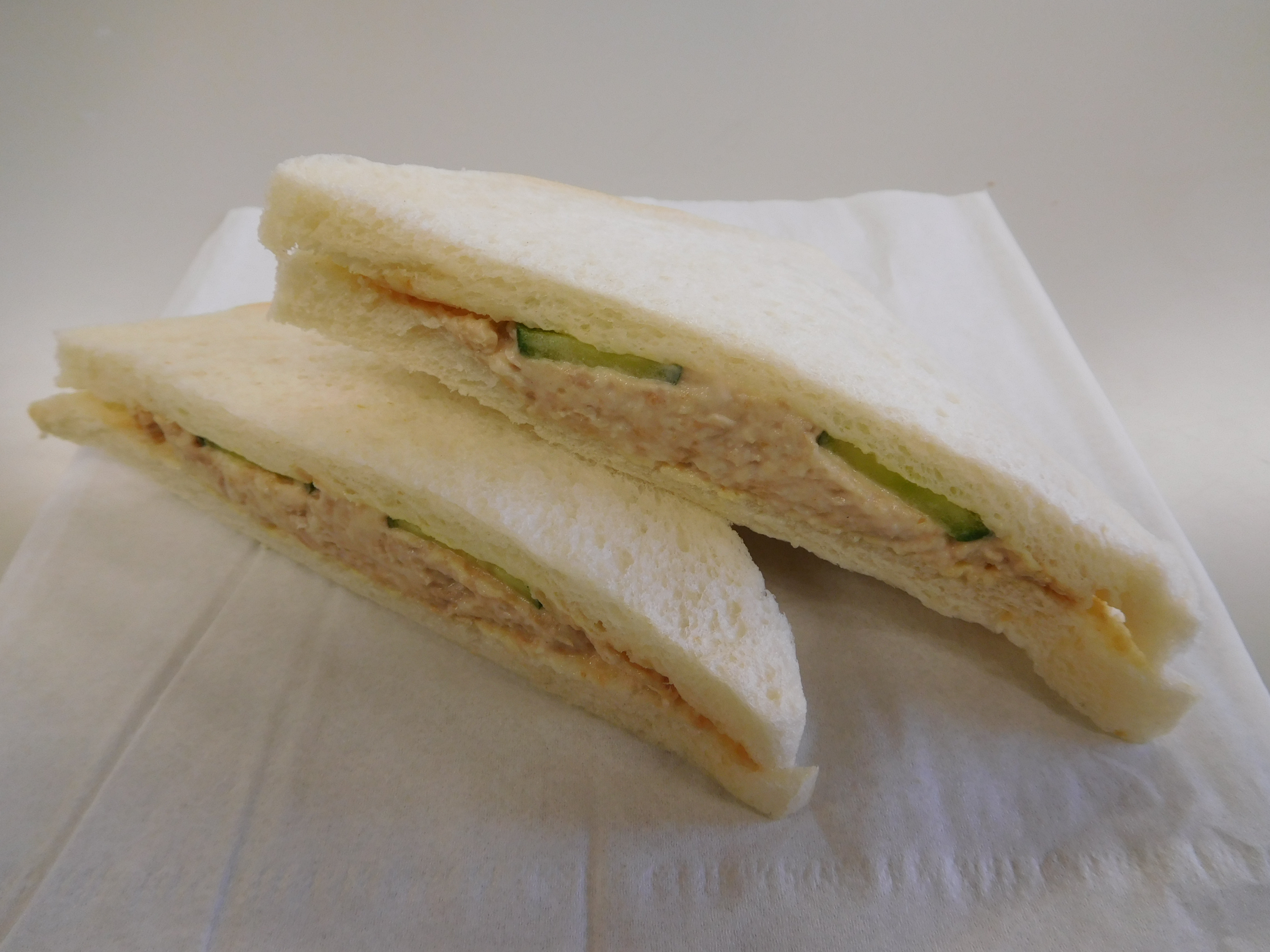
Bánh mì xăng uýt là một trong những loại thức ăn được làm lạnh sớm

Các loại thực phẩm ướp lạnh đầu tiên trong những năm 1960 là thịt thái lát và bánh nướng (pie). Trong thập kỷ tiếp theo (những năm 1970), tủ lạnh gia dụng được chứa đầy nước sốt salad và các món tráng miệng làm từ sữa và chế phẩm sữa. Trong những năm 1980, bữa ăn tối gọn nhẹ, bánh quy, bánh plan, bánh mì, sandwich, pizza, đồ ăn nhẹ, mì ống và súp cũng đã được giữ lạnh. Món tráng miệng hàng ngày, nước sốt sandwich, nước chấm, nước xốt, trái cây và rau quả đã chuẩn bị, và rau trộn thường được ướp lạnh vào những năm 1990. Bánh mì, gia vị, sushi, và bộ dụng cụ ăn uống là điển hình của những năm 2000. Các phương tiện lưu trữ được sử dụng là túi màng bọc thực phẩm, ziploc, túi hút chân không, hộp bánh ngọt và các thùng nhựa có thể lò vi ba. 

## Phổ biến
Ngành thực phẩm ướp lạnh là một trong những lĩnh vực phát triển nhanh nhất trong ngành công nghiệp thực phẩm và thực phẩm ướp lạnh hiện chiếm khoảng 10% tổng số thực phẩm bán lẻ của Vương quốc Anh tính theo giá trị. Một trong những lĩnh vực lớn nhất là ngành công nghiệp món ăn ướp lạnh, đã tăng từ mức 173 triệu bảng năm 1988 lên hơn 1.750 triệu bảng năm 2005. Tổng thị trường thực phẩm được chuẩn bị lạnh của Anh ước tính khoảng 7,187 triệu đô la vào năm 2004 và tiếp tục phát triển, phản ánh nhu cầu và lối sống thay đổi của người tiêu dùng. Trong năm 2004, hơn 80% hộ gia đình ở Anh đã mua một bữa ăn đã chế biến ướp lạnh với hơn 40% mua một trong một tháng nhất định.

## Thịt mát

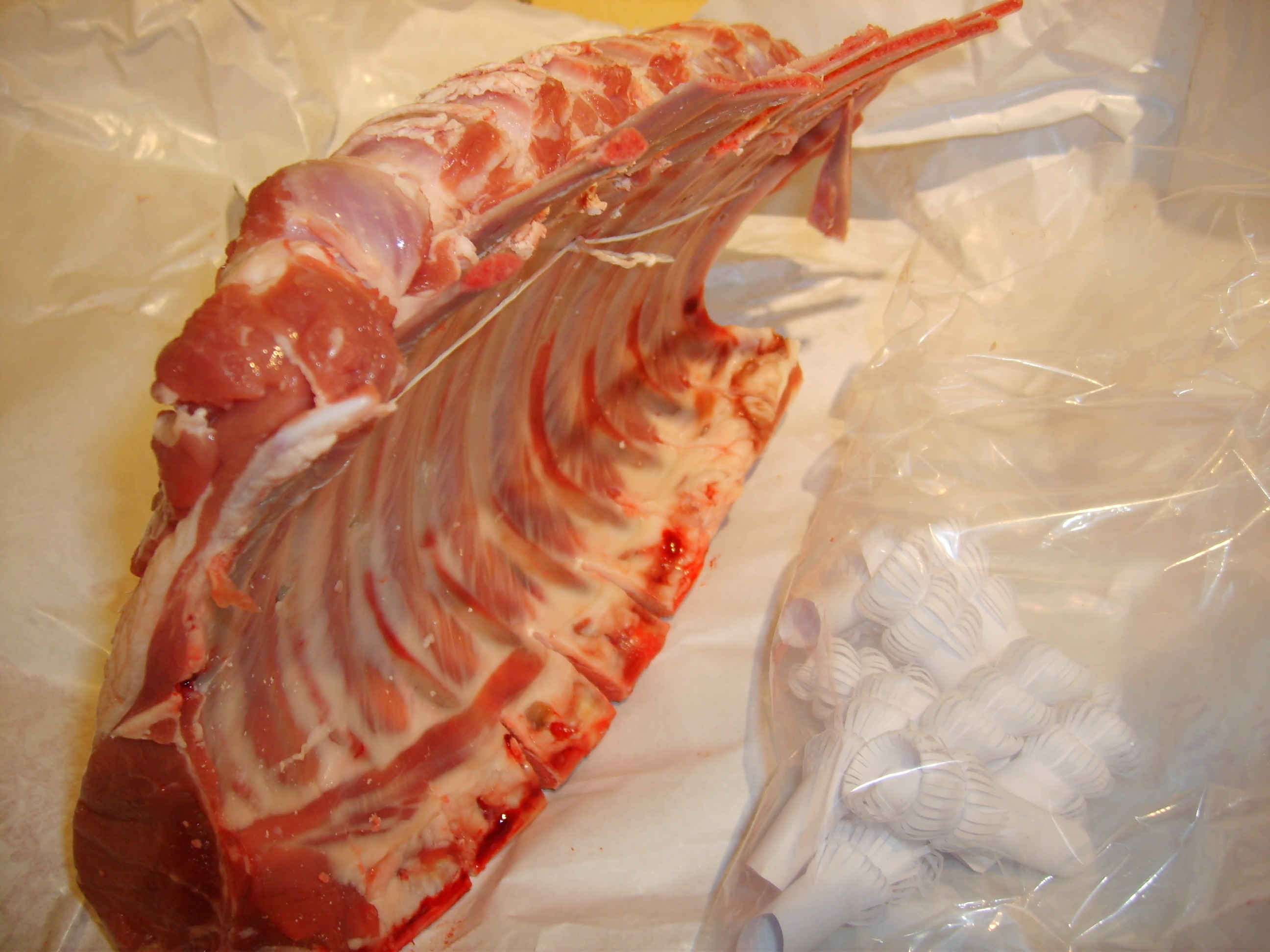
Một miếng sườn cừu làm lạnh

Thịt mát theo các quy trình sản xuất phổ biến trên thế giới là thân thịt (khúc thịt) ngay sau khi giết mổ được qua quy trình làm mát để hạ nhiệt độ tâm thịt đến nhiệt độ từ 0-4oC trong một thời gian nhất định (khoảng 16-24 giờ cho thịt lợn) để cho trạng thái của thịt chuyển sang giai đoạn chín sinh hóa (Aging) sau đó mới được đem đi pha lọc và tiếp theo toàn bộ quá trình vận chuyển, bảo quản, phân phối sản phẩm đều đảm bảo tiến hành ở điều kiện nhiệt độ từ 0-4oC. Quá trình bảo quản này giúp ức chế hoạt động của hệ vi sinh vật trên miếng thịt trong khi đó vẫn đảm bảo các quá trình sinh hóa của thân thịt (chết mềm, tê cứng, chín sinh hóa) diễn ra và đảm bảo miếng thịt tới tay người tiêu dùng ở trạng thái sinh hóa tốt nhất mà vẫn đảm bảo vệ sinh an toàn thực phẩm. Cách thức sản xuất, bảo quản và kinh doanh dạng thịt lợn này đã rất phổ biến từ lâu và được chuẩn hóa trên thế giới.
Với quy trình làm mát được kiểm soát nhiệt độ, độ ẩm không khí và chuỗi bảo quản, phân phối trong điều kiện mát làm cho sản phẩm thịt mát có những đặc tính chất lượng đặc trưng ưu việt của quá trình chín sinh hóa như làm thịt mềm, tăng hương, vị cho miếng thịt tăng khả năng tiêu hóa và giá trị dinh dưỡng của sản phẩm. Chế độ bảo quản mát cũng giúp đảm bảo tính an toàn cao với thời gian sử dụng kéo dài so với thịt tươi tức thịt nóng (warm meat). Thời hạn sử dụng được khuyến nghị là 7 ngày (đối với thịt bao gói không kín) và 12 ngày (đối với thịt bao gói kín) kể từ khi giết mổ. Nhờ áp dụng nguyên tắc "nhanh-lạnh-sạch", thịt mát giữ nguyên chất lượng tươi ngon từ 7-15 ngày. Thịt mát (thịt ngay sau giết mổ được trải qua quá trình làm mát để đạt nhiệt độ tâm sản phẩm 0-4 độ C trong thời gian từ 16-24 giờ trước khi đem tiêu thụ), có chất lượng cao và an toàn hơn để thay thế thịt nóng.
Thịt mát khác hoàn toàn với các sản phẩm thịt đông lạnh, thịt mát không chỉ đơn thuần đem thịt bỏ vào tủ đá, tủ đông cho cứng lại mà nó có quy trình, tiêu chuẩn khá khắt khe từ giết mổ tới nhiệt độ. Cũng như thịt cấp mát, sau khi kết thúc công đoạn trong phòng lạnh từ 12-24 tiếng, thịt gia súc, gia cầm được làm lạnh sâu và đột ngột ở nhiệt độ âm 25oC để trở thành thịt lạnh đông. Việc làm lạnh đột ngột giúp thịt cấp đông giữ nguyên được chất lượng, hương vị và giá trị dinh dưỡng và thời gian bảo quản tương đối dài. Đây là loại thịt dễ bị giảm chất lượng sau khi giết mổ do không kìm hãm được sự hoạt động của vi sinh vật, khó kiểm soát tình trạng an toàn vệ sinh do khâu giết mổ, bảo quản, bày bán lạc hậu, chưa áp dụng chuỗi lạnh.
Các nước phát triển như Mỹ, EU, Nhật, Hàn Quốc thì sản phẩm thịt mát đã được người tiêu dùng sử dùng phổ biến và phần lớn thịt bán tại cửa hàng, siêu thị ở các nước này là thịt mát, các nước phát triển hiện đang bày bán phổ biến 2 dòng thịt, đó là thịt mát (chilled meat) và thịt lạnh đông (frozen). Trong đó, thịt mát là sản phẩm có ưu điểm chất lượng tốt nhất hiện nay, thời gian bảo quan từ 7-15 ngày. Sản phẩm thịt mát mới hình thành tại Việt Nam trong thời gian gần đây, nhưng chủ yếu vẫn mang tính chất nhỏ lẻ, manh mún tại một vài chuỗi thịt sạch quy mô nhỏ.
Mỗi năm, Việt Nam tiêu thụ trên 3,36 triệu tấn thịt heo nhưng chủ yếu dưới dạng thịt nóng ngay sau khi giết mổ, ẩn chứa nhiều nguy cơ mất an toàn. Việt Nam có khí hậu nóng ẩm, nhiệt độ và độ ẩm rất lý tưởng cho các vi sinh vật gây thối hỏng phát triển trong thịt, nếu không được bảo quản đúng cách thịt sẽ bị giảm chất lượng. Mặt khác với điều kiện nhiệt độ và ẩm độ cao, các enzyme nội tại trong thịt sẽ hoạt động, gây thối hỏng. Trên thị trường Việt Nam hiện nay chỉ tồn tại hai dạng thịt: Thịt tươi (tức "thịt ấm") ngay sau khi giết mổ được đem đi tiêu thụ và "thịt lạnh" đông.
Việt Nam là một trong số ít các quốc gia trên thế giới còn sử dụng thịt nóng (warm meat), người Việt Nam có suy nghĩ thịt mát là thịt không tươi ngon, là thịt ươn, không còn tươi, các bà nội trợ vẫn luôn quan niệm thịt mới mổ, còn nóng khi cầm tay, màu hồng tươi mới là thịt tươi ngon, bổ dưỡng và đảm bảo an toàn thực phẩm, miếng thịt ngon phải đụng vào dính tay, màu hồng tươi, với nhiều người thịt mát (thịt cấp đông) không phải là lựa chọn ưu tiên, nhiều người dùng vẫn giữ thói quen mua thịt nóng, tức thịt bày bán không được bảo quản bằng thiết bị làm mát. Thịt tươi nóng không phải là thịt bẩn hoặc không an toàn nếu được giết mổ đúng quy trình và tuân thủ các điều kiện vệ sinh theo quy định. Tuy nhiên, hương vị của thịt tươi nóng không thơm ngon đúng như bản chất của nó vì chưa trải qua giai đoạn chín sinh hóa.